# Galearia filiformis
Galearia filiformis là một loài thực vật có hoa trong họ Pandaceae. Loài này được (Blume) Boerl. mô tả khoa học đầu tiên năm 1890.